# Гай Лициний Нерва (трибун)
Вижте пояснителната страница за други личности с името Гай Лициний Нерва.
Гай Лициний Нерва (на латински: Gaius Licinius Nerva) e политик на Римската република през края на 2 век пр.н.е. Произлиза от фамилията Лицинии, клон Нерва.
Около 120 пр.н.е. той е народен трибун. Неговите колеги през 120 пр.н.е. са Луций Калпурний Бестия и Публий Деций Субулон. Консули тази година са Публий Манилий и Гай Папирий Карбон. Същата година е и процесът против Луций Опимий, убиецът на Гай Гракх, когато е съден за убийства на жители без съд.
Цицерон казва, че има качества на добър оратор.